# Liste des satellites indiens
L'Inde a lancé une centaine de satellites nationaux (hors CubeSats) de différents types depuis 1975. Ils ont été lancés par des lanceurs indiens mais aussi par des lanceurs américains (Delta), russes (Vostok), européens (Ariane) et par la navette spatiale américaine. L'organisation responsable des satellites indiens est l'Indian Space Research Organisation (ISRO).

## Liste des satellites
| Satellite                                    | Date lancement    | Lanceur                          | Base lancement            | Type                                      | Mission | Masse      | Orbite                 | Identifiant COSPAR  | Opérateur (s) | Statut | Autre caractéristique Référence |
| -------------------------------------------- | ----------------- | -------------------------------- | ------------------------- | ----------------------------------------- | --- | ---------- | ---------------------- | ------------------- | ------------- | ------ | --- |
| Aryabhata                                    | 19 avril 1975     | Cosmos-3M                        | Kapustin Yar              |                                           | Satellite utilisé par l'ISRO pour accroitre sa maitrise de la construction et l'exploitation d'un satellite |            |                        |                     |               |        | . |
| Bhaskara-I                                   | 7 juin 1979       | Cosmos-3M                        | Kapustin Yar              | Satellite expérimental                    | Expériences observation de la Terre des caméras télé et fonctionnant en microondes | 442 kg     |                        | 1979-051A           |               |        | . |
| Rohini                                       | 10 aout 1979      | SLV                              | Satish Dhawan             |                                           | Destiné à mesurer les performances du premier vol du lanceur SLV-3 |            |                        |                     |               |        | . |
| Rohini RS-1                                  | 18 juillet 1980   | SLV-3                            | Satish Dhawan             | Satellite expérimental                    | Destiné à mesurer les performances du second vol du lanceur SLV-3 |            |                        |                     |               |        | . |
| Rohini RS-D1                                 | 31 mai 1981       | SLV-3                            | Satish Dhawan             | Satellite expérimental                    | Utilisé pour mener des expériences sur la technologie des capteurs |            |                        |                     |               |        | . |
| Ariane Passenger Payload Experiment          | 19 juin 1981      | Ariane 1                         | Kourou                    | Satellite expérimental                    | Premier satellite expérimental de télécommunications |            |                        |                     |               |        | . |
| Bhaskara-II                                  | 20 novembre 1981  | Cosmos-3M                        | Kapustin Yar              | Satellite expérimental                    | Second satellite de télédétection expérimental; identique à Bhaskara-1 |            |                        |                     |               |        | . |
| INSAT-1A                                     | 10 avril 1982     | Delta                            | Satish Dhawan             | Satellite expérimental                    | Premier satellite de télécommunication et météorologique indien. Construit aux États-Unis. Ne fonctionna que 6 mois |            |                        |                     |               |        | . |
| Rohini RS-D2                                 | 17 avril 1983     | SLV-3                            | Satish Dhawan             |                                           | Identique à RS-D1. Lancé lors du second vol du lanceur SLV-3 |            |                        |                     |               |        | . |
| INSAT-1B                                     | 30 aout 1983      | U.S. Navette spatiale américaine | Base de lancement Kennedy | Satellite de télécommunications           | Identique à INSAT-1A |            |                        |                     |               |        | . |
| IRS-1A                                       | 17 mars 1988      | Vostok                           |                           |                                           | Satellite d'observation de la Terre |            |                        |                     |               |        | . |
| Stretched Rohini Satellite Series (SROSS-1)  | 24 mars 1988      | ASLV                             | Satish Dhawan             |                                           | Emporte une charge utile pour le suivi des performances du lanceur et pour l'astronomie gamma. Ne parvient pas à se mettre en orbite |            |                        |                     |               |        | . |
| Stretched Rohini Satellite Series (SROSS-2)  | 13 juillet 1988   | ASLV                             | Satish Dhawan             |                                           | Emporte un satellite de télédétection allemand en plus du satellite d'astronomie gamma. Ne parvient pas à se mettre en orbite |            |                        |                     |               |        | e. |
| INSAT-1C                                     | 21 juillet 1988   | Ariane 3                         | Kourou                    | Satellite de télécommunications           | Identique à INSAT-1A. A fonctionné pendant 1 an et demi |            |                        |                     |               |        | . |
| INSAT-1D                                     | 12 juin 1990      | Delta                            |                           | Satellite de télécommunications           | Identique à INSAT-1A. Toujours en service |            |                        |                     |               |        | . |
| IRS-1B                                       | 29 aout 1991      | Vostok                           |                           |                                           | Satellite d'observation de la Terre. Version améliorée de IRS-1A |            |                        |                     |               |        | . |
| Stretched Rohini Satellite Series (SROSS-C)  | 20 mai 1992       | ASLV                             | Satish Dhawan             |                                           | Observatoire gamma et étude de l'atmosphère |            |                        |                     |               |        | . |
| INSAT-2A                                     | 10 juillet 1992   | Ariane 4                         | Kourou                    | Satellite de télécommunications           | Premier satellite de la deuxième génération des satellites INSAT développés en Inde. Capacités accrues par rapport aux INSAT-1. Toujours en service |            |                        |                     |               |        | . |
| INSAT-2B                                     | 23 juillet 1993   | Ariane 4                         | Kourou                    | Satellite de télécommunications           | Deuxième satellite de la série INSAT-2. Identique à INSAT-2A. Toujours en service |            |                        |                     |               |        | . |
| IRS-1E                                       | 20 septembre 1993 | PSLV                             | Satish Dhawan             | Observation de la Terre                   | N'a pas pu se mettre en orbite |            |                        |                     |               |        | . |
| Stretched Rohini Satellite Series (SROSS-C2) | 4 mai 1994        | ASLV                             | Satish Dhawan             | (ASLV)                                    | Identique à SROSS-C. Toujours en service |            |                        |                     |               |        | . |
| IRS-P2                                       | 15 octobre 1994   | PSLV-D2                          | Satish Dhawan             |                                           | Satellite d'observation de la Terre. Mise en orbite par le deuxième tir du lanceur indien PSLV |            |                        |                     |               |        | . |
| INSAT-2C                                     | 7 décembre 1995   | Ariane 4                         | Kourou                    | Satellite de télécommunications           | Toujours en service |            |                        |                     |               |        | . |
| IRS-1C                                       | 28 décembre 1995  | Molnia                           | Baïkonour                 | Observation de la Terre                   | |            |                        |                     |               |        | . |
| IRS-P3                                       | 21 mars 1996      | PSLV-D3                          | Satish Dhawan             | Observation de la Terre                   | Transporte également un observatoire astronomique gamma |            |                        |                     |               |        | . |
| INSAT-2D                                     | 4 juin 1997       | Ariane 4                         | Kourou                    | Satellite de télécommunications           | Identique à INSAT-2C. N'est plus en service depuis le 4 octobre 1997 à la suite d'une défaillance du circuit électrique |            |                        |                     |               |        | . |
| IRS-1D                                       | 29 septembre 1997 | PSLV-C1                          | Satish Dhawan             | Observation de la Terre                   | Identique à IRS-1C |            |                        |                     |               |        | . |
| INSAT-2E                                     | 3 avril 1999      | Ariane 4                         | Kourou                    | Satellite de télécommunications           | |            |                        |                     |               |        | . |
| IRS-P4 OCEANSAT                              | 26 mai 1999       | PSLV-C2                          | Satish Dhawan             | Observation de la Terre                   | Emporte les instruments Ocean Colour Monitor (OCM) et Multifrequency Scanning Microwave Radiometer (MSMR) |            |                        |                     |               |        | . |
| INSAT-3B                                     | 22 mars 2000      | Ariane 5 G                       | Kourou                    | Satellite de télécommunications           | |            |                        |                     |               |        | . |
| GSAT-1                                       | 18 avril 2001     | GSLV-D1                          | Satish Dhawan             | Satellite expérimental                    | lancé par le premier vol du lanceur Geosynchronous Satellite Launch Vehicle, GSLV-D1 |            |                        |                     |               |        | . |
| Technology Experiment Satellite (TES)        | 22 octobre 2001   | PSLV-C3                          | Satish Dhawan             |                                           | Satellite d'expérimentation utilisé pour tester plusieurs technologies dont le contrôle d'attitude et les roues à réaction |            |                        |                     |               |        | . |
| INSAT-3C                                     | 24 janvier 2002   | Ariane 4                         | Kourou                    | Satellite de télécommunications           | Satellite avec des capacités accrues par rapport à ses prédécesseurs destiné à assurer la suite de INSAT-2C |            |                        |                     |               |        | . |
| Kalpana-1                                    | 12 septembre 2002 | PSLV                             | Satish Dhawan             |                                           | Premier satellite météorologique construit par l'ISRO. Appelé initialement METSAT. Renommé en l'honneur de l'astronaute indienne Kalpana Chawla qui a péri au cours de l'accident de la navette Columbia |            |                        |                     |               |        | . |
| INSAT-3A                                     | 10 avril 2003     | Ariane 5 ECA                     | Kourou                    | Satellite de télécommunications           | Satellite de télécommunications et météorologique |            |                        |                     |               |        | . |
| GSAT-2                                       | 8 mai 2003        | GSLV                             | Satish Dhawan             | Satellite expérimental                    | lancé au cours du deuxième vol du lanceur Geosynchronous Satellite Launch Vehicle (GSLV) |            |                        |                     |               |        | . |
| INSAT-3E                                     | 28 septembre 2003 | Ariane 5 ECA                     | Kourou                    | Satellite de télécommunications           | |            |                        |                     |               |        | . |
| RESOURCESAT-1 (IRS-P6)                       | 17 octobre 2003   | PSLV-C5                          | Satish Dhawan             | Observation de la Terre                   | Satellite de télédétection destiné à remplacer les IRS-1C et IRS-1D |            |                        |                     |               |        | . |
| EDUSAT                                       | 20 septembre 2003 | GSLV                             | Satish Dhawan             |                                           | Également nommé GSAT-3. Premier satellite indien réservé exclusivement à l'éducation |            |                        |                     |               |        | . |
| HAMSAT                                       | 5 mai 2005        | PSLV                             | Satish Dhawan             |                                           | Microsatellite (42,5 kilogrammes) fournissant des services radio amateurs pour la communauté indienne et internationale |            |                        |                     |               |        | . |
| Cartosat-1                                   | 5 mai 2005        | PSLV-C6                          | Satish Dhawan             | Observation de la Terre                   | Fournit des images tridimensionnelles avec une résolution de 2,5 mètres |            |                        |                     |               |        | . |
| INSAT-4A                                     | 22 décembre 2005  | Ariane 5 ECA                     | Kourou                    | Satellite de télécommunications           | Satellite fournissant des services de télévision |            |                        |                     |               |        | . |
| INSAT-4C                                     | 10 juillet 2006   | GSLV                             | Satish Dhawan             | Satellite de télécommunications           | Satellite géosynchrone de communications. N'a pas atteint son orbite |            |                        |                     |               |        | . |
| Cartosat-2                                   | 10 janvier 2007   | PSLV-C7                          | Satish Dhawan             | Observation de la Terre                   | disposant d'une caméra panchromatique qui prend des photos en noir et blanc en lumière visible |            |                        |                     |               |        | . |
| Space Capsule Recovery Experiment (SRE-1)    | 10 janvier 2007   | PSLV-C7                          | Satish Dhawan             | Satellite expérimental                    | conçu pour démontrer l'utilisation de plateformes orbitales réalisant des expériences en conditions de microgravité. Lancé comme passager avec CARTOSAT-2. SRE-1 a été désorbité et récupéré 12 jours plus tard |            |                        |                     |               |        | . |
| INSAT-4B                                     | 12 mars 2007      | Ariane 5 ECA                     | Kourou                    | Satellite de télécommunications           | Identique à INSAT-4A. Fournit des services de télévision |            |                        |                     |               |        | . |
| INSAT-4CR                                    | 2 septembre 2007  | GSLV-F04                         | Satish Dhawan             | Satellite de télécommunications           | Identique à INSAT-4C. Fournit des services de télévision |            |                        |                     |               |        | . |
| Cartosat-2A                                  | 28 avril 2007     | PSLV-C9                          | Satish Dhawan             | Observation de la Terre                   | Identique à CARTOSAT-2 |            |                        |                     |               |        | . |
| IMS-1 (Third World Satellite – TWsat)        | 28 avril 2008     | PSLV-C9                          | Satish Dhawan             |                                           | Microsatellite d’observation à bas coût. Lancé comme co-passager avec CARTOSAT-2A |            |                        |                     |               |        | . |
| Chandrayaan-1                                | 22 octobre 2008   | PSLV-C11                         | Satish Dhawan             | Sonde spatiale                            | Sonde lunaire transportant 11 instruments scientifiques construits en Inde, aux États-Unis, au Royaume-Uni, en Allemagne, en Suède et en Bulgarie |            |                        |                     |               |        | . |
| RISAT-2                                      | 20 avril 2009     | PSLV-C12                         | Satish Dhawan             |                                           | Satellite d'imagerie radar utilisé pour contrôler les frontières de l'Inde dans le cadre de dispositifs anti-terroristes et anti-infiltrations |            |                        |                     |               |        | . |
| ANUSAT                                       | 20 avril 2009     | PSLV-C12                         |                           |                                           | Microsatellite de recherche conçu à l'université d'Anne. Transporte du matériel radioamateur ainsi qu'un démonstrateur technologique |            |                        |                     |               |        | . |
| Oceansat-2 (IRS-P4)                          | 23 septembre 2009 | PSLV-C14                         | Satish Dhawan             |                                           | Satellite collectant des données utilisées dans le domaine de l'océanographie, la gestion du littoral et l'étude de l'atmosphère. Suite de Oceansat-1 |            |                        |                     |               |        | . |
| GSAT-4                                       | 15 avril 2010     | GSLV-D3                          | Satish Dhawan             | Satellite expérimental                    | Démonstrateur technologique de satellite de communications. Échec de mise en orbite à cause de l'échec du GSLV-D3 |            |                        |                     |               |        | . |
| Cartosat-2B                                  | 12 juillet 2010   | PSLV-C15                         | Satish Dhawan             | Observation de la Terre                   | Identique à CARTOSAT-2A |            |                        | 2010-035A           |               |        | . |
| GSAT-5P / INSAT-4D                           | 25 décembre 2010  | GSLV-F06                         | Satish Dhawan             | Satellite de télécommunications           | 24 répéteurs en bande C normale et 12 répéteurs en bande C étendue, avec une couverture plus large en liaison montante et descendante sur l'Asie, en Afrique et Europe de l'Est ainsi qu'une couverture de zone avec un minimum de 35 dBW EIRP. Durée de vie prévue de 12 ans. |            |                        |                     |               |        | Cependant, ce satellite a explosé en vol. Plusieurs séquences ont été montrés à la télévision. Un rapport détaillé doit encore être donné par l'ISRO . |
| Resourcesat-2                                | 20 avril 2011     | PSLV-C16                         | Satish Dhawan             |                                           | PSLV-C16 a placé trois satellites avec 1 404 kg de charge utile totale - RESOURCESAT-2 pesant 1 206 kg, le satellite indo-russe YOUTHSAT pesant 92 kg et X-SAT de Singapour pesant 106 kg -sur une orbite polaire héliosynchrone (SSO) de 822 km | 1 206 kg   |                        |                     |               |        | . |
| GSAT-8 / INSAT-4G                            | 21 mai 2011       | Ariane 5 ECA                     | Kourou                    |                                           | Satellite de communications transportant 24 répéteurs en bande Ku et 2 charges utiles de canaux GAGAN opérant en bande L1 et L5 |            |                        |                     |               |        | . |
| GSAT-12                                      | 15 juillet 2011   | PSLV-C17                         | Satish Dhawan             |                                           | Satellite de communication GSAT-12 construit par l'ISRO, pesant environ 1 410 kg au décollage. GSAT-12 est configuré pour transporter 12 répéteurs en bande C étendue pour satisfaire la demande croissante du pays pour les transpondeurs. Les 12 répéteurs en bande C étendue de GSAT-12 accroîtront la capacité du système INSAT pour les différents services de communication tels que le télé-enseignement, la télémédecine et des centres de ressources Village (VRC). Durée de la mission : environ 8 ans | 1 410 kg   |                        |                     |               |        | . |
| Megha-Tropiques                              | 12 octobre 2011   | PSLV-C18                         | Satish Dhawan             |                                           | Megha-Tropiques pèse environ 1 000 kg au décollage, est développé conjointement par l'ISRO et le Centre national d'études spatiales (CNES). PSLV-C18 est configuré pour transporter quatre satellites parmi lesquels, un satellite, développé par l'Inde et France, permettra de suivre la météo, deux ont été développés par les établissements d'enseignement, et le quatrième provient du Luxembourg | 1 000 kg   |                        |                     |               |        | . |
| RISAT-1                                      | 26 avril 2012     | PSLV-C19                         | Satish Dhawan             |                                           | RISAT-1, premier satellite indigène d'imagerie radar (RISAT), dont les images faciliteront l'agriculture et la gestion des catastrophes, pèse environ 1 858 kg | 1 858 kg   |                        |                     |               |        | . |
| SRMSAT                                       | 26 avril 2012     | PSLV                             | Satish Dhawan             |                                           | Nano satellite | 10,9 kg    |                        |                     |               |        | |
| GSAT-10                                      | 29 septembre 2012 | Ariane 5 ECA                     | Kourou                    | Satellite de télécommunications           | Satellite de télécommunications en orbite géostationnaire | 3,4 tonnes |                        |                     |               |        | |
| SARAL                                        | 25 février 2013   | PSLV                             | Satish Dhawan             |                                           | Satellite d'observation océanographique franco-indien |            |                        |                     |               |        | |
| IRNSS-1A                                     | 1er juillet 2013  | PSLV                             | Satish Dhawan             | Satellite de navigation                   | Satellite du système de navigation Indian Regional Navigation Satellite System | 1 425 kg   | orbite géosynchrone    | 2013-034A           |               |        | |
| INSAT-3D                                     | 26 juillet 2013   | Ariane 5                         | Kourou                    | ECA                                       | Satellite météorologique |            |                        |                     |               |        | |
| GSAT-7                                       | 30 aout 2013      | Ariane 5 ECA                     | Kourou                    |                                           | Satellite de télécommunications militaire |            |                        |                     |               |        | |
| Mars Orbiter Mission                         | 5 novembre 2013   | PSLV                             | Satish Dhawan             | Sonde spatiale                            | Orbiteur martien | 1 350 kg   |                        |                     |               |        | |
| GSAT-14                                      | 5 janvier 2014    | GSLV                             | Satish Dhawan             | Satellite de télécommunications           | orbite géostationnaire | 1 982 kg   |                        |                     |               |        | |
| IRNSS-1B                                     | 4 avril 2014      | PSLV                             | Satish Dhawan             | Satellite de navigation                   | Satellite du système de navigation Indian Regional Navigation Satellite System | 1 425 kg   | orbite géosynchrone    | 2014-017A           |               |        | |
| IRNSS-1C                                     | 16 octobre 2014   | PSLV                             | Satish Dhawan             | Satellite de navigation                   | Satellite du système de navigation Indian Regional Navigation Satellite System | 1 425 kg   | orbite géostationnaire | 2014-061A           |               |        | |
| GSAT-16                                      | 7 décembre 2014   | Ariane 5 ECA                     | Kourou                    | Satellite de télécommunications           | | 3 180 kg   | orbite géostationnaire |                     |               |        | |
| IRNSS-1D                                     | 28 mars 2015      | PSLV                             | Satish Dhawan             | Satellite de navigation                   | Satellite du système de navigation Indian Regional Navigation Satellite System | 1 425 kg   | orbite géosynchrone    | 2015-018A           |               |        | |
| GSAT-6                                       | 27 aout 2015      | GSLV                             | Satish Dhawan             | Satellite de télécommunications           | | 2 117 kg   | orbite géostationnaire |                     |               |        | |
| AstroSat                                     | 28 septembre 2015 | PSLV                             | Satish Dhawan             | Satellite scientifique                    | Observatoire astronomique rayons X | 1 513 kg   | 650 km × 650 km, 6°    | 2015-052A           |               |        | |
| GSAT-15                                      | 11 novembre 2015  | Ariane 5 ECA                     | Kourou                    | Satellite de télécommunications           | en orbite géostationnaire | 3,1 tonnes |                        |                     |               |        | |
| IRNSS-1E                                     | 20 janvier 2016   | PSLV                             | Satish Dhawan             | Satellite de navigation                   | Satellite du système de navigation Indian Regional Navigation Satellite System | 1 425 kg   | orbite géosynchrone    | 2016-003A           |               |        | |
| IRNSS-1F                                     | 10 mars 2016      | PSLV                             | Satish Dhawan             | Satellite de navigation                   | Satellite du système de navigation Indian Regional Navigation Satellite System | 1 425 kg   | orbite géostationnaire | 2016-015A           |               |        | |
| IRNSS-1G                                     | 28 avril 2016     | PSLV                             | Satish Dhawan             | Satellite de navigation                   | Satellite du système de navigation Indian Regional Navigation Satellite System | 1 425 kg   | orbite géostationnaire | 2016-027A           |               |        | |
| Cartosat-2C                                  | 22 juin 2016      | PSLV                             | Satish Dhawan             | Satellite d'observation de la Terre       | | 727 kg     |                        | 2016-040A           |               |        | |
| INSAT-3DR                                    | 8 septembre 2016  | GSLV                             | Satish Dhawan             | Satellite météorologique                  | |            |                        |                     |               |        | |
| SCATSAT-1                                    | 26 septembre 2016 | PSLV                             | Satish Dhawan             | Micro-Satellite météorologique            | |            |                        |                     |               |        | |
| GSAT-18                                      | 5 octobre 2016    | Ariane 5 ECA                     | Kourou                    | Satellite de télécommunications           | | 3 425 kg   | orbite géostationnaire |                     |               |        | |
| Resourcesat-2A                               | 7 décembre 2016   | PSLV                             | Satish Dhawan             | Satellite d'observation de la Terre       | | 714 kg     |                        | 2017-008A           |               |        | |
| GSAT-19                                      | 5 juin 2017       | GSLV MK III                      | Satish Dhawan             | Satellite de télécommunications           | | 3 136 kg   | orbite géostationnaire | 2017-031A           |               |        | |
| Cartosat-2D                                  | 15 février 2017   | PSLV                             | Satish Dhawan             | Satellite d'observation de la Terre       | | 714 kg     |                        | 2017-008A           |               |        | |
| Cartosat-2E                                  | 23 juin 2017      | PSLV                             | Satish Dhawan             | Satellite d'observation de la Terre       | | 712 kg     |                        | 2017-036C           |               |        | |
| GSAT-17                                      | 29 juin 2017      | Ariane 5 ECA                     | Kourou                    | Satellite de télécommunications           | | 3 477 kg   | orbite géostationnaire |                     |               |        | |
| IRNSS-1H                                     | 2 septembre 2017  | PSLV                             | Satish Dhawan             | Satellite de navigation                   | | 1 425 kg   |                        |                     |               |        | Echec du lancement |
| Cartosat-2F                                  | 10 janvier 2018   | PSLV                             | Satish Dhawan             | Satellite d'observation de la Terre       | | 710 kg     |                        | 2018-004A           |               |        | |
| GSAT-6A                                      | 26 mars 2018      | GSLV Mk II                       | Satish Dhawan             | Satellite de télécommunications           | | 2 066 kg   | orbite géostationnaire | 2018-027A           |               |        | |
| IRNSS-1I                                     | 12 avril 2018     | PSLV                             | Satish Dhawan             | Satellite de navigation                   | Satellite du système de navigation Indian Regional Navigation Satellite System | 1 425 kg   | orbite géosynchrone    | 2018-035A           |               |        | |
| HySIS                                        | 29 novembre 2018  | PSLV                             | Satish Dhawan             | Satellite de navigation                   | Satellite d'observation de la Terre | 380 kg     | orbite polaire         | 2018-096A           |               |        | |
| GSAT-29                                      | 1er novembre 2018 | GSLV Mk III                      | Satish Dhawan             | Satellite de télécommunications           | |            | orbite géostationnaire |                     |               |        | |
| GSAT-11                                      | 5 décembre 2018   | Ariane 5 ECA                     | Kourou                    | Satellite de télécommunications           | | 2 066 kg   | orbite géostationnaire |                     |               |        | |
| GSAT-7A                                      | 19 décembre 2018  | GSLV Mk II                       | Satish Dhawan             | Satellite de télécommunications militaire | | 2 250 kg   | orbite géostationnaire |                     |               |        | |
| Microsat-R                                   | 23 janvier 2019   | PSLV                             | Satish Dhawan             | Satellite de navigation                   | Satellite militaire | 741 kg     | orbite polaire         | 2019-006A           |               |        | Cible système anti-missiles détruite le 23 mars |
| GSAT-31                                      | 5 décembre 2019   | Ariane 5 ECA                     | Kourou                    | Satellite de télécommunications           | | 2 536 kg   | orbite géostationnaire |                     |               |        | |
| EMISAT                                       | 1er avril 2019    | PSLV                             | Satish Dhawan             |                                           | Satellite de renseignement d'origine électromagnétique | 436 kg     | orbite polaire         | 2019-018A 2019-018A |               |        | |
| RISAT-2B (en)                                | 22 mai 2019       | PSLV                             | Satish Dhawan             |                                           | Satellite de renseignement radar | 615 kg     | orbite polaire         | 2019-028A           |               |        | |
| Chandrayaan-2                                | 22 juillet 2019   | GSLV MKIII                       | Satish Dhawan             | Sonde spatiale                            | Orbiteur et atterrisseur lunaire | 3 061 kg   |                        | 2019-042A           |               |        | |
| Cartosat-3                                   | 27 novembre 2019  | PSLV XL                          | Satish Dhawan             | Satellite d'observation de la Terre       | | 1 625 kg   |                        | 2019-081A           |               |        | |
| RISAT-2BR1 (en)                              | 11 décembre 2019  | PSLV                             | Satish Dhawan             |                                           | Satellite de renseignement radar | 628 kg     | orbite polaire         | 2020-081A           |               |        | |
| GSAT-30 (en)                                 | 16 janvier 2020   | PSLV XL                          | Satish Dhawan             | Satellite de télécommunications           | | 3 357 kg   | orbite géostationnaire | 2020-005A           |               |        | |
| RISAT-2BR2 (en)                              | 7 novembre 2020   | PSLV                             | Satish Dhawan             |                                           | Satellite de renseignement radar | 628 kg     | orbite polaire         | 2019-089F           |               |        | |
| GSAT-12R (en)                                | 17 décembre 2020  | PSLV XL                          | Satish Dhawan             | Satellite de télécommunications           | | 1 425 kg   | orbite géostationnaire | 2020-099A           |               |        | |
| SindhuNetra                                  | 28 février 2021   | PSLV DL                          | Satish Dhawan             | Satellite militaire expérimental          | Micro satellite de surveillance du trafic des navires marchands et militaires développé par le DRDO | ? kg       | orbite géostationnaire | 2021-015D           |               |        | Charge utile principale Amazonia 1. |
| GISAT-1                                      | 12 aout 2021      | GSLV Mk II                       | Satish Dhawan             | Satellite d'observation de la Terre       | Premier satellite de la constellation GISAT fournissant des images en temps réel du sous-continent indien pour la prévention des désastres et leur suivi | 2 268 kg   | orbite géostationnaire |                     |               |        | Échec. le troisième étage du lanceur ne s'est pas allumé.                                                                                              |
| EOS-04 (en) (ex RISAT-1A)                    | 14 février 2022   | PSLV C                           | Satish Dhawan             | Satellite d'observation de la Terre       | Satellite radar utilisé pour la surveille des cultures, forêts,... | 1 710 kg   | orbite héliosynchrone  | 2022-013A           |               |        | |
| GSAT-24 (CMS-02)                             | 22 juin 2022      | Ariane 5                         | Kourou                    | Satellite de télécommunications           | Satellite géré par la société NSIL | 4 181 kg   | orbite géostationnaire | 2022-067A 2022-067A |               |        | |
| EOS-02 (Microsat-2A)                         | 7 aout 2022       | SSLV                             | Satish Dhawan             | Satellite d'observation de la Terre       | Basé sur le satellite Microsat-TD | 135 kg     |                        |                     |               |        | Échec : injection sur une orbite trop basse durant le vol inaugural du lanceur.                                                                        |

### Source
- (en) Cet article est partiellement ou en totalité issu de l’article de Wikipédia en anglais intitulé « List of Indian satellites » (voir la liste des auteurs).
- (en) Tous les satellites de l'ISRO